# جونیور اچیومنت

نشان جونیوراچیومنت

جونیور اچیومنت (به انگلیسی: Junior Achievement) (همچنین تحت عنواوین JA یا JA Worldwide) یک سازمان جوانان ناسودبر است که در سال ۱۹۱۹ بنیانگذاری شد. مقر این شرکت در کلرادو اسپرینگز در کلرادو در ایالات متحده آمریکا است. این شرکت با کسب‌وکارهای محلی و سازمان‌ها همکاری می‌کند تا تجربیات آن‌ها در زمینه‌هایی چون امورمالی و کارآفرینی را در اختیار دانش‌آموزان در مقاطع مختلف از کودکستان تا دبیرستان قراردهد.